# Бо (окръг)
Вижте пояснителната страница за други значения на Бо.
Бо (на английски: Bo) е един от 12-те окръга на Сиера Леоне. Разположен е в южната провинция на страната. Столицата на окръга е град Бо, вторият по големина град в Сиера Леоне, площта е 6944 км², а населението е 575 478 души (по преброяване от декември 2015 г.).

## Демография
Населението на окръга е около 515 000 души според данните от 2008. 59% от населението съставлява етническата група темне. В Бо живеят и много либерийски емигранти, след случилото се по време на втората либерийска гражданска война. Основните религии в окръга са ислям и християнство.

## Икономика
Главните икономчески активности в Бо са земеделието, търговията и минното дело. Най-масово отглежданите земеделски култури са кафе, какао, ориз и маслодайна палма.